# Kropiwnik (rejon starosamborski)
Kropiwnik (ukr. Кропивник) – wieś na Ukrainie, leżąca w rejonie samborskim (wcześniej w rejonie starosamborskim) obwodu lwowskiego. Wieś liczy około 261 mieszkańców. Leży nad rzeką Wyrwą. Podlega kniażpolskiej silskiej radzie.
W 1921 r. liczył około 494 mieszkańców. Przed II wojną światową należał do powiatu dobromilskiego w województwie lwowskim.
Prowadził przez nią stary szlak handlowy Bircza-Dobromil.